# Worringen
Worringen (neerlandès Woeringen) és el barri més septentrional del districte urbà de Chorweiler de la ciutat de Colònia a l'estat federal de Rin del Nord-Westfàlia a Alemanya. L'1 d'agost de 2009 tenia 9607 habitants a una superfície de 11,72 km², a la riba esquerra del Rin. És el punt més septentrional de la metròpoli de Colònia. El poble va esdevenir la localitat més important entre Colònia i Neuss. La seva principal activitat econòmica era l'agricultura, la pesca i el port fluvial. La creació d'un llarg polígon d'indústria química (amb una de les fàbriques principals de Bayer) a Dormhagen tot just a la frontera nord en va accelerar la urbanització.

## Història

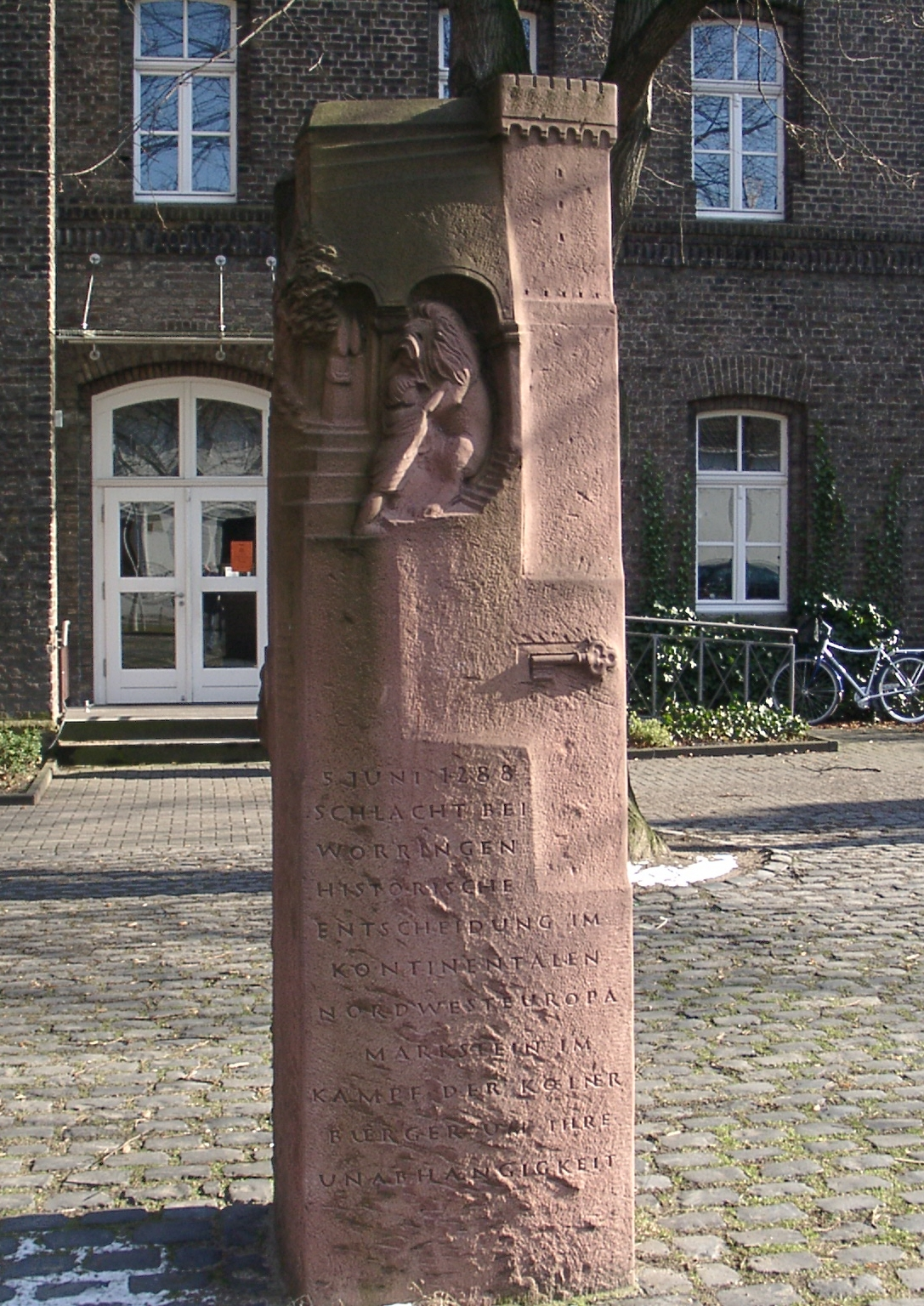
Monument de la batalla de Worringen

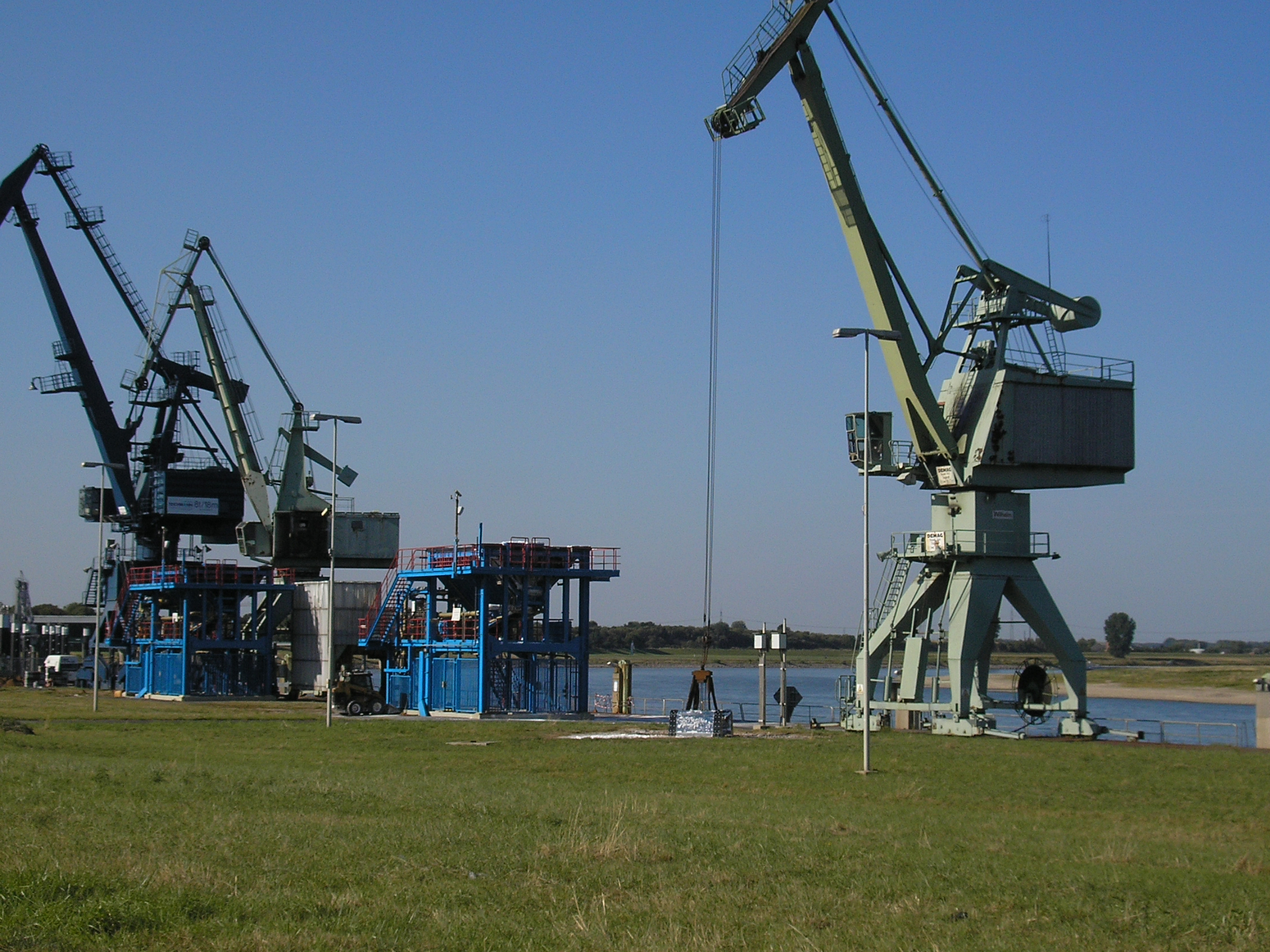
Grues al port al Rin a Worringen

Ja s'ha documentat la presència d'eburons des del segle v aC. Molt probablement el nom del barri deriva d'una castrum romà anomenat Castrum Boruncum construït per protegir la via romana entre Xanten, Neuss i Colònia que continua sent un eix important, ara l'anomenat B9, que continua seguint grosso modo sempre el mateix traçat de la vella carretera romana. El primer esment escrit de Worringen data del 922. El 1151 el comte de Jülich va vendre la vegueria de Worringen al capítol de la catedral de Colònia. El 3 d'octubre del 1247 Guillem d'Hollanda (1228-1256) va ser coronat rei d'Alemanya. L'arquebisbe de Colònia hi tenia un burg. El 1288 els camps al sud de la localitat van ser l'escenari de la batalla de Worringen, entre el duc de Brabant, Joan I, el seu aliat Arnold V de Loon i els ciutadans de la ciutat de Colònia d'un costat i les tropes del Luxemburg, Gueldre, l'arquebisbe de Colònia i de Limburg. El duc de Brabant i els seus aliats van guanyar la batalla i en conseqüència, el burg de Worringen va ser enderrocat i mai no serà reconstruït. Malgrat que tenia muralles i tres portes, mai no va obtenir els drets de ciutat.
Després de la revolució francesa va ser ocupat per França el 1794. L'ocupant va reorganitzar la divisió administrativa i va crear el municipi de Worringen, al districte de Colònia dins del departament del Roer. El 1796 es va inaugurar la nova casa de la vila. Sota el govern prussià el 1815 va esdevenir la seu d'una mancomunitat («Bürgermeisterei») que reunia Worringen amb els municipis de Roggendorf-Thenhoven, Weiler, Fühlingen i Langel, dins del districte de Colònia. El 1922 va fusionar amb la ciutat de Colònia.

## Llocs d'interès
- El parc natural Worringer Bruch
- El passeig al dic del Rin i els prats humits de la riba.